# Квалификације за Светско првенство у фудбалу за жене 2011.
У процесу квалификација за Светско првенство у фудбалу за жене 2011. се одређује којих 15 тимова ће се придружити Немачкој, домаћину турнира 2011, за учешће на Светском првенству за жене. Европа има 5,5 квалификационих места (укључујући домаћине), Азија 3 места, Северна и Централна Америка 2,5 места, Африка 2 места, Јужна Америка 2 места и Океанија 1 место, 16. место је одређено кроз меч плеј-офа између трећепласираног тима Северне/Централне Америке и победника репесаж плеј-офа у Европи.

## Квалификоване репрезентације
| Тим                   | Квалификован као                                                | Датум квалификације | Наступ у финалу | Узастопни низ | Претходне најбоље перформансе | ФИФА рангирање 1 |
| --------------------- | --------------------------------------------------------------- | ------------------- | --------------- | ------------- | ----------------------------- | ---------------- |
| Немачка               | Домаћин                                                         | 30. октобар 2007.   | 6.              | 6             | Шампионке (2003, 2007)        | 2                |
| Аустралија            | АФК Куп Азије у фудбалу за жене 2010. − победник                | 27. мај 2010.       | 5.              | 5             | Четвртфинале (2007)           | 11               |
| Северна Кореја        | АФК Куп Азије у фудбалу за жене 2010. − победник другопласиране | 27. мај 2010.       | 4.              | 4             | Четвртфинале (2007)           | 8                |
| Јапан                 | АФК Куп Азије у фудбалу за жене 2010. − треће место             | 30. мај 2010.       | 6.              | 6             | Четвртфинале (1995)           | 4                |
| Француска             | УЕФА квалификације − победник плеј-офа                          | 15. септембар 2010. | 2.              | 1             | Прво коло (2003)              | 7                |
| Норвешка              | УЕФА квалификације − победник плеј-офа                          | 15. септембар 2010. | 6.              | 6             | Шампионке (1995)              | 9                |
| Шведска               | УЕФА квалификације − победник плеј-офа                          | 16. септембар 2010. | 6.              | 6             | Другопласиране (2003)         | 5                |
| Енглеска              | УЕФА квалификације − победник плеј-офа                          | 16. септембар 2010. | 3.              | 2             | Четвртфинале (1995, 2007)     | 10               |
| Нови Зеланд           | ОФК шампионат у фудбалу за жене 2010. − победник                | 8. октобар 2010.    | 3.              | 2             | прво коло(1991, 2007)         | 24               |
| Канада                | Конкакафов шампионат у фудбалу за жене 2010. − победник         | 5. новембар 2010.   | 5.              | 5             | Четврто место (2003)          | 6                |
| Мексико               | Конкакафов шампионат у фудбалу за жене 2010. − другопласиране   | 5. новембар 2010.   | 2.              | 1             | Прво коло (1999)              | 22               |
| Нигерија              | Афрички Куп нација у фудбалу за жене 2010. − победник           | 11. новембар 2010.  | 6.              | 6             | Четвртфинале (1999)           | 27               |
| Екваторијална Гвинеја | Афрички Куп нација у фудбалу за жене 2010. − другопласиране     | 11. новембар 2010.  | 1.              | 1             | Деби                          | 61               |
| Бразил                | Копа Америка у фудбалу за жене 2010. − победник                 | 19. новембар 2010.  | 6.              | 6             | Другопласиране (2007)         | 3                |
| Колумбија             | Копа Америка у фудбалу за жене 2010. − другопласиране           | 21. новембар 2010.  | 1.              | 1             | Деби                          | 31               |
| Сједињене Државе      | Плеј-оф УЕФА–Конкакаф − победник                                | 27. новембар 2010.  | 6.              | 6             | Шампионке (1991, 1999)        | 1                |

1.^ Рангирање је приказано од 18. марта 2011, последње објављено.

## Конфедерацијске квалификације

### Азија − АФК
(17 тимова који се такмиче за 3 места)
Као и у претходном циклусу Светског купа, Куп Азије у фудбалу за жене 2010. служио је као квалификациони турнир.
Пет водећих АФК нација, Северна Кореја (бранилац титуле АФК-а за жене), Јужна Кореја, Јапан, Кина и Аустралија су се аутоматски квалификовале за финале (одржано од 19. до 30. маја 2010). Придружили су им се победници сваке од три квалификационе групе одржане у јулу 2009. Прелиминарни круг квалификација одржан у априлу и мају 2009. започео је квалификације за финале 2011. године.
Финални турнир је одржан у Ченгдуу, Кина. Две финалисткиње, Аустралија и Северна Кореја, и победник плеј-офа за треће место, Јапан, пласирале су се у финале Светског првенства за жене. Први пут у историји ФИФА Светског првенства за жене, Кина није успела да се пласира у финале.

### Финална фаза
|  | Полуфинале     | Полуфинале     |                         |       | Финале | Финале |
|  |                |                |                         |       |        |        |
|  |                |                |                         |       |        |        |
|  |                |                |                         |       |        |        |
|  | Јапан          | 0              |                         |       |        |        |
|  | Јапан          | 0              |                         |       |        |        |
|  | Аустралија     | 1              |                         |       |        |        |
|  | Аустралија     | 1              | Аустралија              | 1 (5) |        |        |
|  |                |                | Аустралија              | 1 (5) |        |        |
|  |                | Северна Кореја | 1 (4)                   |       |        |        |
|  | Кина           | Северна Кореја | 1 (4)                   | 0     |        |        |
|  | Кина           |                |                         | 0     |        |        |
|  | Северна Кореја | 1 (псн)        |                         |       |        |        |
|  | Северна Кореја | 1 (псн)        | Утакмица за треће место |       |        |        |
|  |                |                |                         |       |        |        |
|  |                |                |                         |       |        |        |
|  |                |                |                         |       |        |        |
|  | Јапан          | 2              |                         |       |        |        |
|  | Јапан          | 2              |                         |       |        |        |
|  | Кина           | 0              |                         |       |        |        |

### Африка − КАФ
(24. тимова се такмичило за 2. места)
Као и у претходном циклусу Светског купа, Првенство Африке за жене служило је као квалификациони турнир за Светско првенство за жене. Турнир се одржао од 31. октобра до 14. новембра 2010. у Јужној Африци.  Две финалисткиње су се пласирале у финале Светског првенства за жене у Немачкој.
Осам тимова се такмичило у континенталном финалу у Јужној Африци, а квалификације су се састојати од две рунде нокаут утакмица, код куће и у гостима. Прелиминарни круг је одржан у марту 2010. године, а победници су се пласирали у први круг квалификација, који је одржан у мају и јуну 2010. године.
Седам победника из овог кола, заједно са домаћином Јужном Африком, пласирали су се у континентално финале. Ово финале се састоји од две групе по четири тима. Прва два тима у свакој групи пласирале се у два полуфинала, а сваки победник полуфинала се квалификовао за финале Светског првенства.

### Финални турнир
Нокаут фаза
|  | Полуфинале            | Полуфинале            |                         |         | Финале | Финале |
|  |                       |                       |                         |         |        |        |
|  | 11. новембар          |                       |                         |         |        |        |
|  |                       |                       |                         |         |        |        |
|  | Нигерија              | 5                     |                         |         |        |        |
|  | Нигерија              | 5                     | 14. новембар            |         |        |        |
|  | Камерун               | 1                     |                         |         |        |        |
|  | Камерун               | 1                     | Нигерија                | 4       |        |        |
|  | 11. новембар          |                       | Нигерија                | 4       |        |        |
|  |                       | Екваторијална Гвинеја | 2                       |         |        |        |
|  | Екваторијална Гвинеја | Екваторијална Гвинеја | 2                       | 3 (псн) |        |        |
|  | Екваторијална Гвинеја |                       |                         | 3 (псн) |        |        |
|  | Јужна Африка          | 1                     |                         |         |        |        |
|  | Јужна Африка          | 1                     | Утакмица за треће место |         |        |        |
|  |                       |                       |                         |         |        |        |
|  | 14. новембар          |                       |                         |         |        |        |
|  |                       |                       |                         |         |        |        |
|  | Камерун               | 0                     |                         |         |        |        |
|  | Камерун               | 0                     |                         |         |        |        |
|  | Јужна Африка          | 2                     |                         |         |        |        |

## Европа − УЕФА
(41. репрезентација се борило за 4 или 5 места, домаћин репрезентација Немачке се директно квалификовала)
Четрдесет и један тим из Европе подељен је у осам група 17. марта 2009. године.  Ове групе су се играле између августа 2009. и августа 2010. Победници група су се пласирали у четири плеј-оф групе и играли су код куће и у гостима (одржано у септембру 2010.), а победници плеј-офа су се пласирали у финале Светског првенства. Четири тима који су поражени такмичили су се у репесаж плеј-офу следећег месеца како би одредили тим који ће играти против трећепласираног тима Конкакафа за 16. место у финалу.
За разлику од претходних квалификационих турнира, све земље чланице УЕФА су имале право да се квалификују. Раније су у квалификационим групама играле само оне нације из највишег ранга европских нација.

### Плеј-оф за директне квалификације
| Тим #1    | рез.  | Тим #2     | прва утакмица | друга утакмица |
| --------- | ----- | ---------- | ------------- | -------------- |
| Француска | 3 : 2 | Италија    | 0 : 0         | 3 : 2          |
| Енглеска  | 5 : 2 | Швајцарска | 2 : 0         | 3 : 2          |
| Украјина  | 0 : 3 | Норвешка   | 0 : 1         | 0 : 2          |
| Шведска   | 4 : 3 | Данска     | 2 : 1         | 2 : 2          |

### Утешни плеј-оф
Италија се квалификовала за Интерконтинентални плеј-оф.
Прво коло
| Тим #1   | рез.  | Тим #2     | прва утакмица | друга утакмица |
| -------- | ----- | ---------- | ------------- | -------------- |
| Украјина | 0 : 3 | Италија    | 0 : 3         | 0 : 0          |
| Данска   | 1 : 3 | Швајцарска | 1 : 3         | 0 : 0          |

Друго коло
| Тим #1  | рез.  | Тим #2     | прва утакмица | друга утакмица |
| ------- | ----- | ---------- | ------------- | -------------- |
| Италија | 5 : 2 | Швајцарска | 1 : 0         | 4 : 2          |

### Океанија − ОФК
(8. репрезентације су се бориле за 1 место)
Као и у претходном циклусу Светског купа, ОФК првенство за жене 2010. служило је као квалификациони турнир. Турнир је одржан у Окланду, Нови Зеланд, од 29. септембра до 8. октобра 2010. године.
Екипе су играле у две групе по четири, након чега је уследило полуфинале и финале и плеј-оф за треће место. Победници, Нови Зеланд, пласирали су се у финале Светског првенства за жене.

### Нокаут фаза
|  | Полуфинале          | Полуфинале         |                     |    | Финале | Финале |
|  |                     |                    |                     |    |        |        |
|  | 6. октобар – Окланд |                    |                     |    |        |        |
|  |                     |                    |                     |    |        |        |
|  | Нови Зеланд         | 8                  |                     |    |        |        |
|  | Нови Зеланд         | 8                  | 8. октобар – Окланд |    |        |        |
|  | Соломонова Острва   | 0                  |                     |    |        |        |
|  | Соломонова Острва   | 0                  | Нови Зеланд         | 11 |        |        |
|  | 6. октобар – Окланд |                    | Нови Зеланд         | 11 |        |        |
|  |                     | Папуа Нова Гвинеја | 0                   |    |        |        |
|  | Папуа Нова Гвинеја  | Папуа Нова Гвинеја | 0                   | 1  |        |        |
|  | Папуа Нова Гвинеја  |                    |                     | 1  |        |        |
|  | Кукова Острва       | 0                  |                     |    |        |        |
|  | Кукова Острва       | 0                  | Треће место         |    |        |        |
|  |                     |                    |                     |    |        |        |
|  | 8. октобар – Окланд |                    |                     |    |        |        |
|  |                     |                    |                     |    |        |        |
|  | Соломонова Острва   | 0                  |                     |    |        |        |
|  | Соломонова Острва   | 0                  |                     |    |        |        |
|  | Кукова Острва       | 2                  |                     |    |        |        |

### Јужна Америка − Конмебол
(10 репрезентација су се бориле за 2 места)
Као и у претходним квалификацијама за Светско првенство, Копа Америка за жене је коришћен за одређивање квалификација за финале Светског првенства. Квалификације су одржане између 4. и 21. новембра у Еквадору.

### Финална табела
| Друга фаза · \| Екипа \| Ута \| Бод \| \| --------- \| --- \| --- \| \| Бразил \| 3 \| 9 \| \| Колумбија \| 3 \| 4 \| \| Чиле \| 3 \| 2 \| \| Аргентина \| 3 \| 1 \| |     |     |
| Екипа | Ута | Бод |
| Бразил | 3   | 9   |
| Колумбија | 3   | 4   |
| Чиле | 3   | 2   |
| Аргентина | 3   | 1   |

## УЕФА–Конкакаф плеј-оф
Победница плеј-офа за треће место на Златном купу за жене 2010. (Конкакаф) играла је против победнице репесаж плеј-офа са квалификационог турнира УЕФА.
Жреб за редослед утакмица одржан је у седишту ФИФА у Цириху, Швајцарска, 17. марта 2010. Утакмице су одигране 20. и 27. новембра 2010. године.
Жреб за редослед утакмица одржан је у седишту ФИФА у Цириху, Швајцарска, 17. марта 2010. Утакмице су одигране 20. и 27. новембра 2010. године.
| Тим #1  | рез.  | Тим #2           | прва утакмица | друга утакмица |
| ------- | ----- | ---------------- | ------------- | -------------- |
| Италија | 0 : 2 | Сједињене Државе | 0 : 1         | 0 : 1          |